# هارييت فورت كينيدي
هارييت فورت كينيدي (بالإنجليزية: Harriet Forte Kennedy)‏ هي نحّاتة ومغنية أمريكية، ولدت في 22 نوفمبر 1931 في كامبريدج في الولايات المتحدة، وتوفيت في 12 فبراير 1994.